# Nick Baines
Nicholas Baines (13 de novembro de 1957) é um bispo anglicano britânico. Ele serve como primeiro Bispo de Leeds desde 2014, tendo anteriormente sido Bispo de Bradford de 2011 a 2014 e Bispo de Croydon de 2003 a 2011.

## Biografia
Baines foi educado na Holt Comprehensive School em Liverpool de 1969 a 1976 antes de estudar na Universidade de Bradford, onde obteve um diploma de bacharel em alemão e francês em 1980. Ele então trabalhou como linguista russo no GCHQ por quatro anos.
Ele treinou para a ordenação no Trinity College, em Bristol, onde obteve o título de bacharel em estudos teológicos.
Baines foi ordenado diácono na Petertide de 5 de julho de 1987 por George Hacker, bispo de Penrith, e foi ordenado sacerdote na seguinte Petertide, em 3 de julho de 1988, por David Halsey, bispo de Carlisle, ambas às vezes na Catedral de Carlisle. Suas primeiras nomeações foram como cura assistente na Igreja de St. Thomas, Kendal, e St. Catherine, Crook. Ele então se mudou para Leicester, servindo brevemente como ministro associado da Igreja da Santíssima Trindade antes de se tornar vigário de Rothley (1992–2000), período durante o qual também foi capelão de uma unidade de saúde mental para adultos. Em 1995 foi nomeado reitor rural de Goscote. Em 2000, Baines tornou-se arquidiácono de Lambeth na diocese de Southwark, onde supervisionou as políticas para crianças e jovens da diocese. Foi membro do Sínodo Geral da Igreja da Inglaterra de 1995 a 2005 e diretor do Grupo de Seguros Eclesiásticos de 2002 a 2010.
Baines é casado com Linda, com quem têm três filhos.
Um linguista talentoso, ele pregou e apresentou artigos acadêmicos em alemão e em 2022 recebeu o Prêmio David Crystal do Chartered Institute of Linguists.

### Episcopado
Baines foi nomeado bispo de Croydon em 2003, sucedendo Wilfred Wood. Ele foi consagrado por Rowan Williams, Arcebispo de Canterbury, na Catedral de St Paul e instalado na Catedral de Southwark em 8 de maio de 2003. Durante seu mandato, ele ficou famoso por compor três orações para a Copa do Mundo de Futebol na África do Sul, num conjunto em que Deus é apresentado como um futebolista que brinca com o cosmos.
A confirmação da eleição de Baines para a sé de Bradford foi em 1º de abril de 2011 e ele foi entronizado na Catedral de Bradford em 21 de maio de 2011. Em 2011, Baines disse que "os cristãos deveriam aprender com os muçulmanos como existir como uma cultura 'minoritária' nas cidades britânicas que são cada vez mais dominadas por comunidades de imigrantes". Em 2012, chegou a ser considerado pela mídia como um dos candidatos a Arcebispo de Canterbury após a saída de Rowan Williams.
Foi copresidente anglicano da Comissão Meissen, que busca aprimorar as relações entre a Igreja da Inglaterra e a Igreja Evangélica na Alemanha, e representou o Arcebispo de Canterbury em conferências inter-religiosas globais. Pregador regular em conferências na Alemanha, em maio de 2013, foi o primeiro inglês a ser convidado a pregar para 130.000 pessoas no culto de encerramento do Kirchentag bienal, transmitido ao vivo pela TV alemã. No mesmo mês, ele consagrou Nick Dill como Bispo das Bermudas em nome do Arcebispo Justin Welby.
Em 4 de fevereiro de 2014, foi anunciado que Baines se tornaria o primeiro bispo diocesano e de área de Leeds, após a reestruturação das Dioceses de Bradford, Ripon e Leeds e Wakefield na Diocese de Leeds (West Yorkshire e Dales); a nova diocese entrou em vigor no domingo de Páscoa, 20 de abril, e se tornou a maior diocese geograficamente do país. Ele era diocesano interino e bispo de área desde 22 de abril de 2014. A posse da nova diocese e a confirmação de sua eleição ocorreu em 8 de junho.
Ao longo de 2014, Baines e outros bispos clamaram ao governo britânico para conceder asilo no Reino Unido aos cristãos do Iraque ameaçados de morte pelos jihaidistas.
Em 3 de dezembro de 2014, ele assumiu seu assento na Câmara dos Lordes como um dos Lordes Espirituais.
Baines escreveu seis livros. É um locutor experiente, aparecendo regularmente em Pause for Thought na BBC Radio 2 e no Thought for the Day da Radio 4. Por nove anos, presidiu o Sandford St Martin Trust, que promove a excelência na radiodifusão religiosa por meio da entrega de prêmios anuais. Em 2022, recebeu o David Crystal Award, do Chartered Institute of Linguists.
Durante a pandemia de COVID-19, como uma das medidas de distanciamento, os fiéis não estavam autorizados a cantar dentro dos prédios das igrejas; Lord Baines se opôs a proibição, descrevendo as medidas como “inconsistentes” enquanto falava na Câmara dos Lordes. No Sínodo Geral de 2021, o bispo Baines afirmou que “a dignidade humana e o florescimento diminuem” quando os crentes religiosos e ateus são perseguidos.
Em 2022, após a invasão russa da Ucrânia, Baines sugeriu que os militares ucranianos parassem de lutar e considerassem a perspectiva de a Crimeia e a região oriental de Donbass serem anexadas pela Rússia para alcançar a paz. Embora reconhecendo que o objetivo de longo prazo deveria ser que a Ucrânia controlasse todo o seu território, Baines sugeriu que isso poderia ser alcançado por meio da diplomacia e da flexibilização das sanções.
Baines, enquanto Bispo Principal para as Relações Exteriores da Igreja da Inglaterra, e Paul Swarbrick, Bispo Principal para a África da Conferência Episcopal da Inglaterra e País de Gales, emitiram uma declaração conjunta sobre a guerra civil no Sudão em maio de 2024, destacando como "o Sudão continua amplamente esquecido – um conflito esquecido, sem vencedores, que já é uma das maiores catástrofes humanitárias da atualidade".
Baines anunciou sua intenção de se aposentar a partir de 30 de novembro de 2025. Seu trabalho e deveres serão delegados ao Reverendíssimo Toby Howarth, Bispo de Bradford a partir de 12 de setembro e o culto de despedida acontecerá em 23 de novembro, na Catedral de Ripon.